# Opération Epsom
Vous lisez un « article de qualité » labellisé en 2012.
Pour les articles homonymes, voir Epsom.
Seconde Guerre mondiale
Batailles
Opérations de débarquement (Neptune)
- Tonga (Deadstick, Batterie de Merville)
- Albany (Chicago, Manoir de Brécourt)
- Boston (Detroit)
- Utah Beach
- Omaha Beach (Pointe du Hoc)
- Gold Beach
- Juno Beach
- Sword Beach

Secteur anglo-canadien
- Caen
- Authie
- Perch (Villers-Bocage)
- Putot
- Bretteville-l'Orgueilleuse
- Norrey
- Mesnil-Patry
- Martlet
- Epsom
- Windsor
- Charnwood
- Jupiter
- Atlantic
- Goodwood
- Crête de Verrières
- Spring
- Bluecoat
- Totalize
- Tractable

Secteur américain
- Carentan
- Cotentin
- Cherbourg (Bombardement)
- Bataille des Haies (Elle, Saint-Lô, La Haye-du-Puits)
- Cobra
- Mortain

Fin de la bataille de Normandie et libération de l'Ouest
- Rennes
- Saint-Malo
- Brest
- Poche de Falaise
- Chambois
- Paris

Mémoire et commémorations
- Cimetières militaires de la bataille de Normandie
- Commémorations du 70e anniversaire
- Projet UNESCO de classement des plages

L’opération Epsom est une offensive britannique de la Seconde Guerre mondiale qui se déroule entre les 26 et 30 juin 1944 au cours de la bataille de Normandie. Le but de cette manœuvre est de reprendre la ville de Caen, alors occupée par les Allemands : c'est l'un des principaux objectifs alliés lors du débarquement de Normandie et dès le début de la bataille de Normandie.
Précédée d'attaques destinées à garantir l'avancée des lignes, l'opération Epsom est lancée aux premières lueurs du 26 juin, par des unités de la 15e division d'infanterie (Scottish) progressant derrière un tir de barrage de l'artillerie. Un soutien supplémentaire de bombardiers est initialement prévu, mais de mauvaises conditions météorologiques forcent son annulation. Du coup, la couverture aérienne restera faible pendant une grande partie de l'opération. Appuyée par les chars d'assaut de la 31e brigade blindée, la division d'infanterie fait des progrès réguliers et, à la fin de la première journée, dépasse largement la première ligne allemande, malgré encore quelques difficultés à conquérir les flancs de la percée. À la suite de violents combats au cours des deux jours suivants, un point de passage est finalement pris sur l'Odon, et des manœuvres supplémentaires sont menées afin de capturer des sites stratégiques autour de celui-ci, grâce à la 43e division d'infanterie (Wessex). Toutefois, face à de puissantes contre-attaques allemandes, certaines des positions britanniques sont abandonnées le 30 juin, poussant le commandement britannique à mettre fin à l'opération.
Les historiens militaires ont des interprétations très différentes quant au but réel et à la manière dont a été menée l'opération Epsom, toutefois il existe un consensus concernant ses effets sur l'équilibre des forces en Normandie. Bien que les Allemands aient réussi à contenir l'offensive, ils ont été obligés d'engager toutes leurs forces disponibles, y compris deux divisions de Panzers fraîchement arrivées dans la région et affectées à l'origine à un projet d'offensive contre les positions britanniques et américaines autour de Bayeux.
Les pertes ont été lourdes des deux côtés mais, contrairement au général Bernard Montgomery, le commandement allemand n'a pu permettre à ses unités de se replier pour les laisser se reposer après la bataille, car elles ont été nécessaires au maintien de la ligne de front. Les Britanniques ont conservé l'initiative, lancé de nouvelles opérations au cours des semaines suivantes et capturé Caen le 9 juillet.

## Contexte
La ville normande de Caen est un des objectifs du Jour J pour la 3e division d'infanterie britannique qui débarque sur Sword Beach le 6 juin 1944. La capture de la ville, bien qu'« ambitieuse », est décrite par l'historien L. F. Ellis comme l'objectif le plus important du débarquement normand assigné au Ier corps du lieutenant général Crocker. L'opération Overlord prévoit que la 2e armée britannique sécurise la ville puis forme une ligne de front depuis Caumont-l'Éventé jusqu'au sud-est de Caen, dans le but de prendre le contrôle des terrains d'aviation et de protéger le flanc gauche de la 1re armée américaine pendant qu'elle évolue vers Cherbourg. La prise de Caen et de ses environs fournit à la 2e armée une zone de manœuvre satisfaisante pour ensuite pousser au sud et capturer Falaise, qui permettra à son tour d'avancer vers la droite sur Argentan puis finalement vers le fleuve Touques.
Entre ses forces progressivement diluées et son soutien blindé retardé du fait de la congestion des plages du débarquement, la division ne dispose pas d'assez d'élan pour atteindre Caen le Jour J et se retrouve stoppée juste à sa périphérie par la 21e Panzerdivision à Biéville et à Périers. Les attaques suivantes restent infructueuses car la résistance allemande s'est consolidée. Abandonnant l'approche directe, l'opération Perch (une attaque en tenaille menée par le Ier et le XXXe corps) est lancée le 7 juin dans l'intention d'encercler Caen depuis l'est et l'ouest. Le Ier corps, frappant au sud de la tête de pont sur l'Orne, est stoppé par la 21e Panzerdivision à Buron et l'attaque du XXXe corps s'enlise à l'ouest de Caen devant Tilly-sur-Seulles face à la farouche opposition de la Panzer-Lehr-Division. Afin de forcer la Panzer Lehr à reculer ou à capituler, une partie de la 7e division blindée avance au travers d'une brèche créée au sein des lignes allemandes et tente de capturer la ville de Villers-Bocage. Le résultat de cette bataille, qui dure la journée entière, se termine par le retrait de la ville de l'avant-garde de la 7e division blindée. Mais le 17 juin, la Panzer Lehr est à son tour contrainte à battre en retraite et le XXXe corps capture finalement Tilly-sur-Seulles.

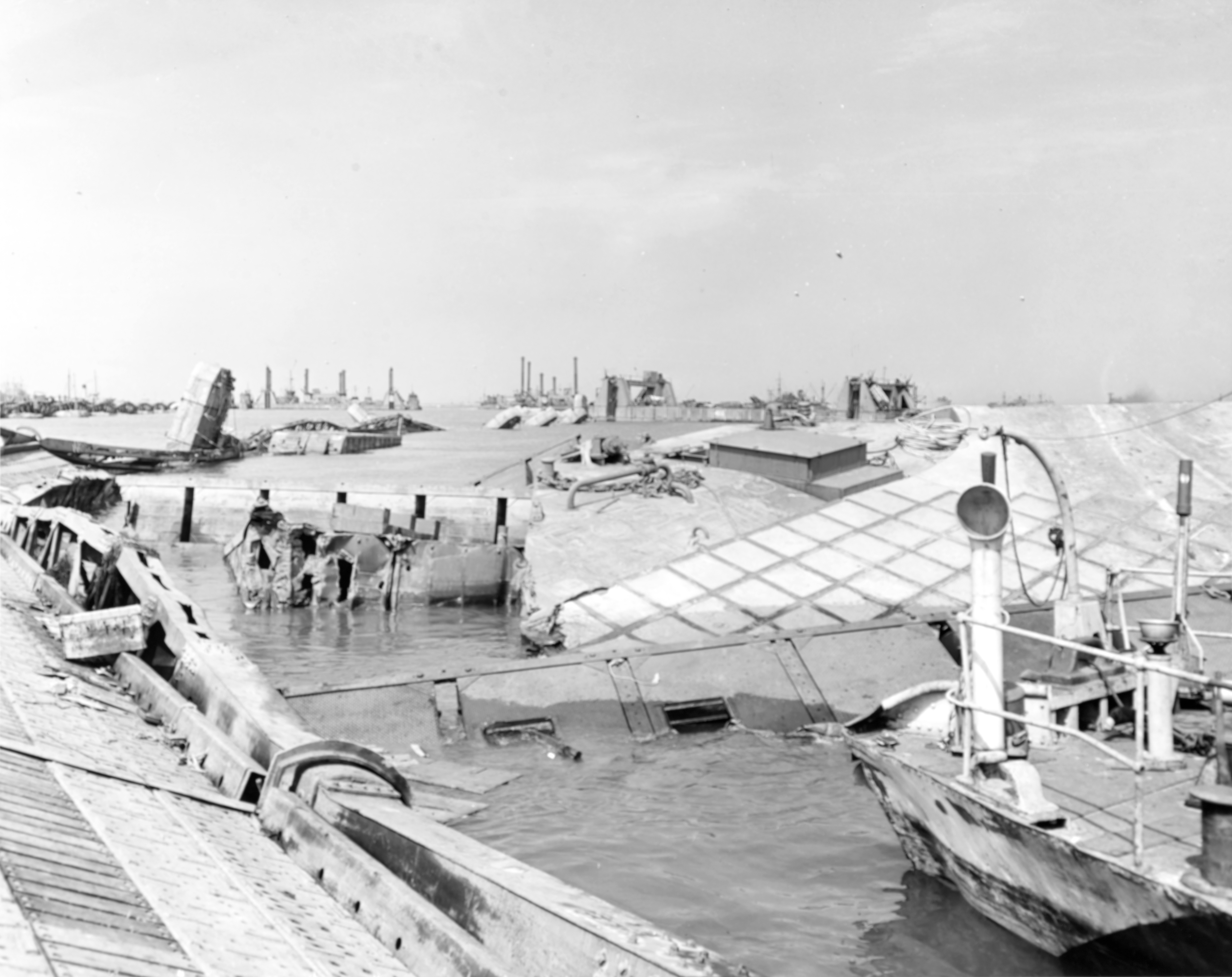
Les dégâts à port Mulberry A après la tempête du 19 juin.

Bien que toujours planifiée, une nouvelle attaque menée par la 7e division blindée n'est finalement jamais lancée et d'autres opérations offensives sont abandonnées quand, le 19 juin, une importante tempête s'abat sur la Manche. Cette dernière dure trois jours et retarde de manière non négligeable l'avancée alliée. La plupart des convois de barges de débarquement et de navires déjà en mer doivent faire demi-tour et regagner les côtes britanniques ; des chalands et d'autres charges (dont 4 km de routes flottantes destinées aux ports artificiels) sont perdus et le port Mulberry A de Saint-Laurent-sur-Mer est détruit ; de plus, 800 bateaux sont abandonnés à leur sort sur les plages de Normandie en attendant les prochaines grandes marées prévues en juillet. Malgré cette déconvenue, une seconde offensive est alors planifiée, nom de code « opération Dreadnought », prévue pour être menée par le VIIIe corps depuis la tête de pont sur l'Orne, et dont le but est d'encercler Caen par l'est. Dreadnought est annulée à la suite des objections du général Richard O'Connor, commandant le VIIIe corps, et une attaque sur Évrecy est planifiée en lieu et place. Cette dernière est finalement aussi annulée.
La météo cloue au sol l'aviation alliée du 19 au 22 juin et les Allemands en profitent pour renforcer leurs défenses notamment en consolidant leurs positions d'infanterie avec des champs de mines et des mitrailleuses lourdes placés dans les bois aux alentours de Caen.

## Préparatifs

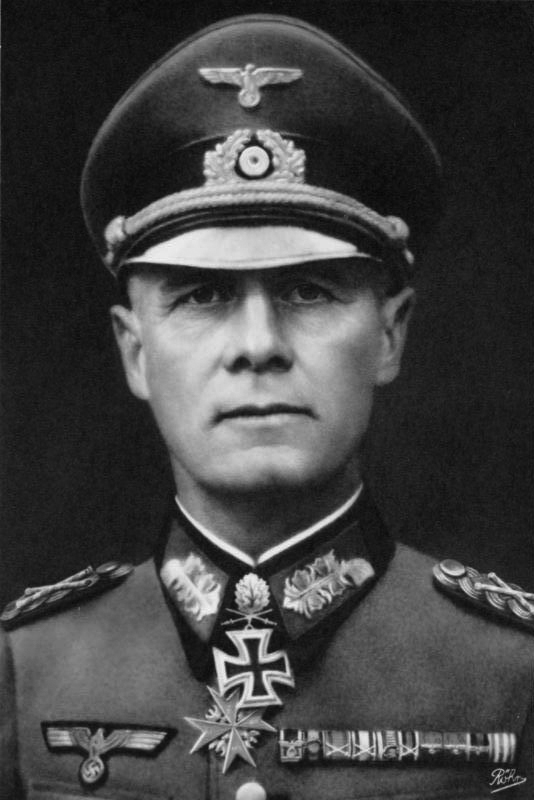
Erwin Rommel

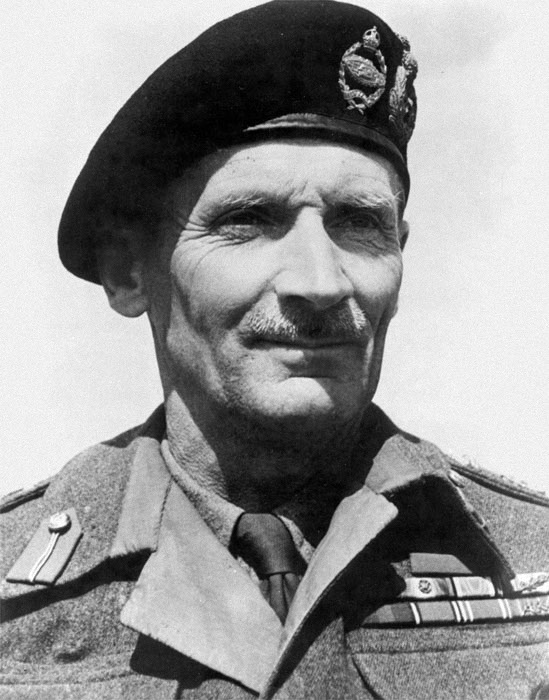
Sir Bernard Montgomery

Le 20 juin, le feldmarschall Erwin Rommel, commandant les forces allemandes en Normandie, reçoit l'ordre d'Hitler de lancer une contre-offensive face aux Alliés entre les villes de Caumont et Saint-Lô. L'objectif est de créer une brèche entre les armées américaines et britanniques en reprenant la ville de Bayeux (capturée par les Britanniques le 7 juin) jusqu'à la côte au-delà. Quatre Panzerdivisions SS et une Panzerdivision de la Heer (armée allemande) sont assignées à cette tâche. L'assaut doit être lancé par la 9e Panzerdivision SS Hohenstaufen et la 10e Panzerdivision SS Frundsberg du 2e Panzerkorps SS récemment arrivé d'Ukraine. La 1re Panzerdivision SS Leibstandarte Adolf Hitler, la 2e Panzerdivision Das Reich et la 2e Panzerdivision doivent appuyer l'attaque. La majorité des chars utilisés par cette formation sont des Panzer IV, des Panther et des Tiger I, ainsi que des canons d'assaut.
Le 18 juin, le général Bernard Montgomery, commandant en chef de toutes les forces terrestres alliées en Normandie, donne l'ordre au lieutenant général Miles Dempsey de lancer une attaque en tenaille dans le but de capturer Caen. Le plan initial prévoit que le Ier et le XXXe corps attaquent à l'ouest de Caen durant quatre jours avant que le VIIIe corps ne lance l'assaut principal depuis la tête de pont sur l'Orne, située à l'est de Caen, le 22 juin. Cependant, il devient rapidement évident que le VIIIe corps aura le plus grand mal à se regrouper dans le minuscule périmètre de la tête de pont, ainsi, le jour suivant, le plan est modifié.
Le nouveau plan prévoit de lancer une première opération au cours des trois premiers jours précédant l'assaut principal. La 51e division d'infanterie (Highland) du Ier corps reçoit l'ordre de frapper au sud de la tête de pont sur l'Orne, afin de fixer sur place les éléments de la 21e Panzerdivision. L'opération Martlet doit commencer un jour avant Epsom avec les 49e division d'infanterie et la 8e brigade blindée du XXXe corps dont le rôle est de sécuriser le flanc du VIIIe corps en se rendant maître des hauteurs sur la droite de son axe d'avancée.
Le rôle principal de l'opération Epsom est assigné au VIIIe corps fraîchement arrivé, composé de 60 244 hommes placés sous le commandement du lieutenant général Sir Richard O'Connor. Il doit lancer son offensive depuis Juno Beach, secteur où a débarqué la 3e division d'infanterie canadienne. L'opération du VIIIe corps doit se dérouler en quatre phases avec comme objectif ultime les hauteurs près de Bretteville-sur-Laize, au sud de Caen. Il sera appuyé par la puissance de feu de 736 canons, de trois croiseurs et du HMS Roberts (de type monitor). La Royal Air Force doit effectuer un bombardement préalable (250 appareils mobilisés) puis offrir par la suite un soutien aérien à l'opération.
La 15e division d'infanterie écossaise mènera l'assaut. Au cours de la première phase, nom de code « Gout », elle devra prendre les villages de Saint-Manvieu et Cheux. Pour la deuxième phase, nom de code « Hangover », la division devra avancer afin de capturer plusieurs points de passage sur la rivière Odon ainsi que les villages de Mouen et Grainville-sur-Odon. Si la résistance au cours de la première phase s'avère faible, la 11e division blindée devra capturer les ponts sur l'Odon grâce à une attaque coup de poing. Au cours des deux premières phases, la 43e division d'infanterie (Wessex), qui recevra des renforts de la brigade d'infanterie de la division blindée des Guards le 28 juin, devra rester sur ses positions afin de fournir une base solide.

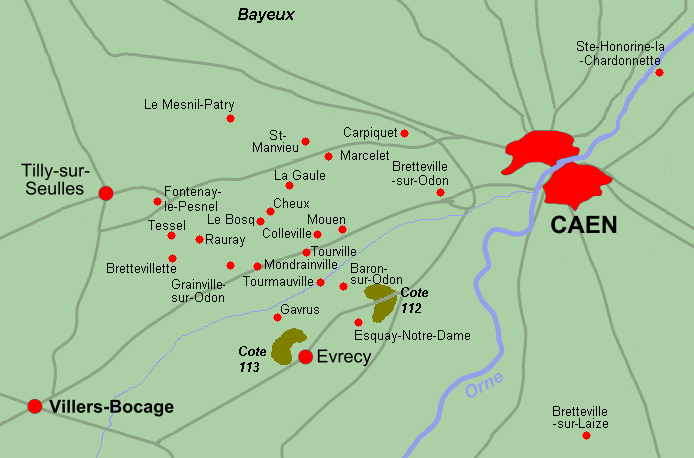
Carte présentant les différents lieux des objectifs de l'opération Epsom.

Au cours de la troisième phase, « Impetigo », la 43e division devra avancer afin de soulager l'infanterie écossaise au nord de l'Odon. La 15e division devra ensuite se regrouper de l'autre côté de la rivière, afin d'élargir la tête de pont en capturant plusieurs villages importants. Pour la phase finale de l'opération, nom de code « Goitre », les éléments de la 43e division devront traverser la rivière pour sécuriser la zone sous contrôle, tandis que la 15e division devra continuer à élargir la tête de pont. La 11e division blindée devra tenter de forcer le point de passage sur l'Orne et avancer sur son objectif final, Bretteville-sur-Laize. La 4e brigade blindée, bien que toujours rattachée à la 11e division blindée, sera limitée aux opérations entre l'Odon et l'Orne, afin de protéger le flanc du corps et d'être en position pour attaquer vers l'ouest, ou vers Caen, si nécessaire.
Si l'attaque du VIIIe corps réussit, le Ier corps devra ensuite lancer deux opérations de soutien, appelée « Aberlour » et « Ottawa ». Dans la première, la 3e division d'infanterie, appuyée par la 9e brigade d'infanterie canadienne, devra attaquer au nord de Caen ; quant à la deuxième opération, elle consistera en une manœuvre effectuée par cette même division, et appuyée par la 2e brigade blindée canadienne, afin de prendre le village et l'aérodrome de Carpiquet.
D'abord planifiée pour le 22 juin, Epsom est finalement reportée au 26 juin afin de pallier les manques en main-d'œuvre et de matériel. L'opposition que les Britanniques s'attendent à rencontrer devrait venir des unités restantes de la 12e Panzerdivision SS Hitlerjugend (« jeunesses hitlériennes »), ainsi que d'éléments de la 21e Panzerdivision et de la Panzer Lehr.

## Attaques préliminaires

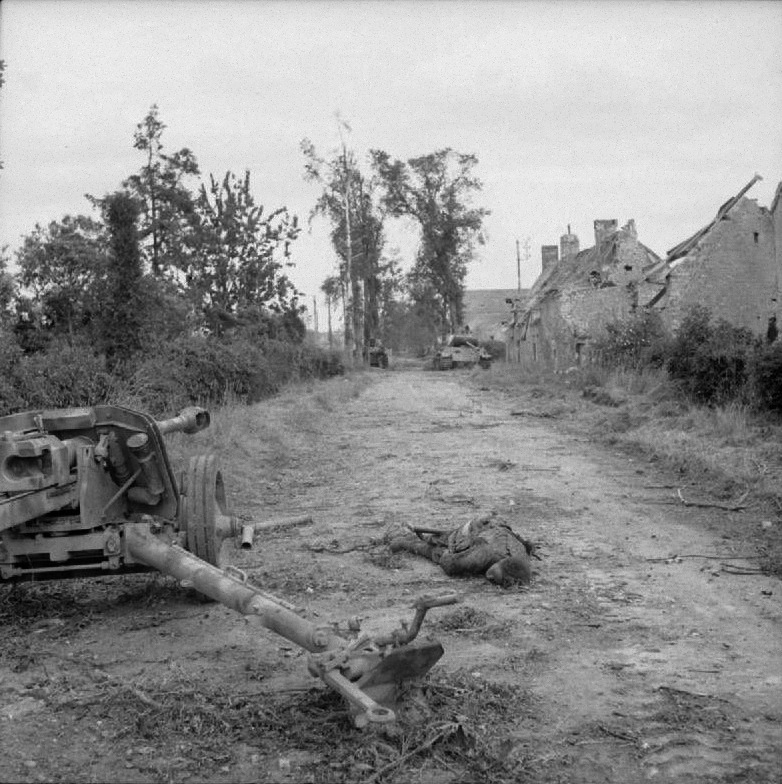
Canon antichar allemand de 75 mm et char Panther détruits à Fontenay-le-Pesnel lors de l'opération Martlet.

Comme planifié, le 23 juin, des éléments de la 152e brigade d'infanterie (Highland), rattachée à la 51e division d'infanterie (Highland), lancent une attaque préliminaire à l'offensive principale. Avant l'aube et sans tir d'artillerie, l'infanterie Highland avance en silence vers le village de Sainte-Honorine-la-Chardonnette. Elle prend la garnison allemande par surprise et se rend maître du village avant le lever de soleil. Dans la matinée, les Highlanders font face à une contre-attaque d'éléments du Kampfgruppe von Luck de la 21e Panzerdivision ; les combats durent toute la matinée, mais vers midi les Britanniques tiennent solidement le village. Ce succès détourne l'attention et les ressources des Allemands loin du front du VIIIe corps, tandis que ce dernier se prépare à mener ses attaques depuis la tête de pont sur l'Orne.
À 4 h 15 le 25 juin, la 49e division d'infanterie (West Riding), appuyée par la 8e brigade blindée et par 250 canons, lance l'opération Martlet, face à une partie des Panzer Lehr et 12e Panzerdivisions SS. Le premier objectif, le village de Fontenay-le-Pesnel, est le théâtre de combats durant toute la journée, la résistance allemande obstinée empêchant sa capture par les Britanniques. Un bataillon d'infanterie de la 49e West Riding, soutenu par des chars, contourne le village par l'ouest et s'empare du bois bordant la commune de Tessel avant de subir une série de contre-attaques allemandes. L'artillerie britannique et l'appui aérien viennent à bout de ces attaques, mais à la fin de la journée, la 49e West Riding n'est pas en mesure d'atteindre le village de Rauray, laissant le terrain surplombant le flanc droit du tracé que doit suivre le VIIIe corps aux mains des Allemands. L'opération Martlet contraint le Ier Panzerkorps SS à engager les derniers chars de la 12e Panzerdivision SS sur le front du XXXe corps afin de contre-attaquer le jour suivant. Au cours de la nuit, les Allemands de Fontenay-le-Pesnel se replient afin de renforcer la ligne de front et l'infanterie de la 49e West Riding prend le contrôle du village avant l'aube.

## Attaque principale

### 26 juin

Infanterie du 7e Seaforth Highlanders (d'infanterie), attendant le signal pour avancer, au matin du 26 juin.

La mauvaise météo entrave le début de l'opération Epsom le 26 juin, car la pluie rend le sol du champ de bataille boueux et un épais brouillard présent au cours des premières heures de la journée sur la Grande-Bretagne, cloue au sol l'aviation et empêche le bombardement planifié. Le Groupe 83 de la RAF, basé en Normandie, sera tout de même capable d'apporter un appui aérien au cours de l'opération.
La 49e division d'infanterie (West Riding) reprend l'opération Martlet à 6 h 50, sans réel soutien de l'artillerie, trop occupée par l'opération principale. Les Allemands arrivent à contenir l'avancée britannique et à lancer une riposte avec leurs blindés leur permettant de regagner du terrain, mais ils seront bloqués quand les blindés britanniques feront mouvement à leur tour, les deux camps se livrant alors un duel dans un espace confiné. Informé au cours de l'après-midi qu'une vaste offensive britannique est en cours plus à l'est, le Standartenführer SS Kurt Meyer de la 12e Panzerdivision, annule la contre-attaque et ordonne à ses compagnies de blindés de retourner à leurs positions initiales au sud de Rauray. Jusqu'à la fin de la journée, la 49e division sera incapable de progresser davantage, faisant finalement halte juste au nord de Rauray.
À 7 h 30, la 44e brigade d'infanterie (Lowland) et la 46e brigade d'infanterie Highland (deux unités de la 15e division d'infanterie), soutenues par la 31e brigade de chars quittent leur zone de stationnement appuyées par le feu roulant de 344 canons. La 46e brigade avance d'abord sans le soutien des blindés car, en contournant les mines et les pièges placés dans le village de Le Mesnil-Patry, ses chars sont ralentis par la traversée des champs de mines bordant le bourg. L'avancée de l'infanterie ne s'effectue pas à la même vitesse ; alors que le 2e bataillon des Glasgow Highlanders ne fait face qu'à une faible résistance, le 9e bataillon des Cameronians affronte les grenadiers de la division des jeunesses hitlériennes (12e Panzerdivision SS Hitlerjugend) qui ont réussi à franchir et à dépasser les positions britanniques avant d'ouvrir le feu. Rejoints par leurs blindés aux alentours de 10 heures, les deux bataillons britanniques se battent encore en milieu de journée pour le contrôle de leurs objectifs d'origine : Cheux et Le Haut du Bosq.
La 44e brigade, qui n'est pas confrontée aux mêmes problèmes que la 46e, avance soutenue par ses chars et ne rencontre qu'une faible opposition, jusqu'à ce qu'elle essuie un feu de mitrailleuses au niveau d'un petit cours d'eau, la résistance allemande se faisant à partir de là plus pressante. Entre 8 h 30 et 9 h 30, les deux bataillons de tête atteignent leurs objectifs initiaux de Saint-Manvieu et La Gaule. Après de nombreux combats au corps à corps, ils pensent enfin s'être rendus maîtres de ce dernier juste après midi, mais découvrent rapidement des poches de résistance allemande. Les chars et l'infanterie des 12e et 21e Panzer lancent deux contre-attaques afin de reconquérir Saint-Manvieu mais sont repoussées à l'aide de l'artillerie britannique. La principale opposition allemande dans cette zone provient d'éléments du 26e Panzergrenadier du 1er bataillon de la 12e Panzerdivision SS. Les Allemands présents à Rauray, village qui n'a pas été capturé comme prévu le jour précédent, vont soumettre les brigades britanniques à des tirs d'artillerie et de chars, causant d'importantes pertes et de nombreux dégâts, essentiellement dans le village de Cheux.

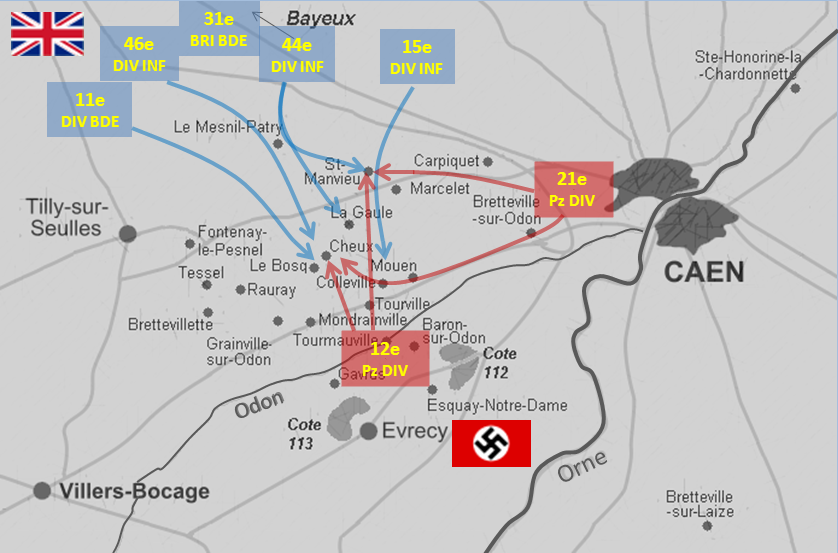
Les principales actions du 26 juin.

À 12 h 50, un escadron du régiment de reconnaissance de la 11e division blindée situé au nord de Cheux, reçoit l'ordre d'avancer vers l'Odon préfigurant une tentative de la brigade blindée de la division de lancer un assaut sur les ponts. À cause des champs de mines près du village, des débris bloquant les routes et face à la résistance allemande, ce n'est pas avant 14 h que l'escadron est capable d'avancer. À 14 h 30, il arrive sur une crête au sud de Cheux où il se retrouve attaqué par vingt Panzer IV (dérouté par la 12e Panzerdivision vers la zone de Rauray), ainsi que par des chars Tiger du 3e bataillon du 101e bataillon Panzer SS et par des blindés de la 21e Panzerdivision. Des chars de la 11e division blindée britannique arrivent en renfort mais la résistance féroce des Allemands stoppe toute nouvelle avancée ; à la fin de la journée, la division déplore 21 chars détruits. À 18 h, la 3e brigade d'infanterie de la 15e division d'infanterie, le 227e (Highland) s'engage dans la bataille. Les Highlanders sont retardés par des combats en soutien au reste de la division et seules deux compagnies du 1er bataillon des Gordon Highlanders arrivent à progresser. Elles entrent dans les faubourgs de Colleville par le nord vers minuit, mais se retrouvent bloquées par des contre-attaques allemandes. Après de lourds et confus combats, une des compagnies est capable de se dégager et de rejoindre le bataillon.
Afin de stopper l'offensive britannique, le soir même, le Feldmarschall Erwin Rommel ordonne l'assistance de toutes les unités disponibles du IIe Panzerkorps SS.

### 27 juin

Une chenillette Bren Carrier de la d'infanterie, utilisée pour évacuer les blessés.

Sans nouvelle attaque au cours de la nuit, le commandement allemand pense que l'offensive britannique est contenue et, dans les premières heures du 27 juin, le IIe Panzerkorps SS reçoit l'ordre de suspendre ses préparatifs pour la contre-attaque prévue vers Bayeux.
Sur la droite de l'avancée britannique, le Ier Panzerkorps lance une contre-attaque avec 80 chars, qui est perturbée par des tirs d'artillerie avant de se heurter aux canons antichar de la 49e (West Riding), cette dernière relançant ensuite sa tentative de sécurisation du flanc du VIIIe corps. Le village de Rauray est conquis par la 49e division à 16 h le 27 juin après d'âpres combats contre les Panzergrenadiers de la 12e Panzerdivision. Les forces allemandes, détournées de leur mission d'opposition au VIIIe corps, se retrouvent privées, par la chute de Rauray, d'un important point d'observation, bien qu'elles aient encore le contrôle d'une zone sur les hauteurs au sud.
L'opération Epsom est relancée à 4 h 45 par le 10e bataillon d'infanterie légère Highland de la 227e brigade d'infanterie (Highland). Soutenu par des chars Churchill, le bataillon tente de prendre le point de passage sur l'Odon à Gavrus. Les Highlanders se retrouvent immédiatement confrontés à la féroce opposition d'éléments de la 12e Panzer SS et, malgré l'appui de l'artillerie lourde, sont incapables d'avancer de toute la journée. Les pertes sont importantes des deux côtés.
À 7 h 30, le 2e bataillon des Argyll and Sutherland Highlanders ainsi que la 227e brigade d'infanterie (Highland), lancent une attaque visant à capturer un point de passage sur l'Odon à Tourmauville, au nord-ouest du village de Baron-sur-Odon. Tandis que les forces allemandes se battent avec l'infanterie légère Highland, les Argyll and Sutherland Highlanders avec l'aide du 23rd Hussars, avancent jusqu'à Colleville assez facilement. Là, la petite garnison équipée de canons de 88 mm inflige de lourdes pertes aux Britanniques et tient le village jusqu'en milieu d'après-midi. Une fois ce dernier obstacle passé, le bataillon capture le pont de Tourmauville aux alentours de 17 h et établit une tête de pont. À 19 h, deux escadrons épuisés du 23e Hussars ainsi qu'une compagnie de la brigade des fusiliers traversent l'Odon via la tête de pont nouvellement créée.

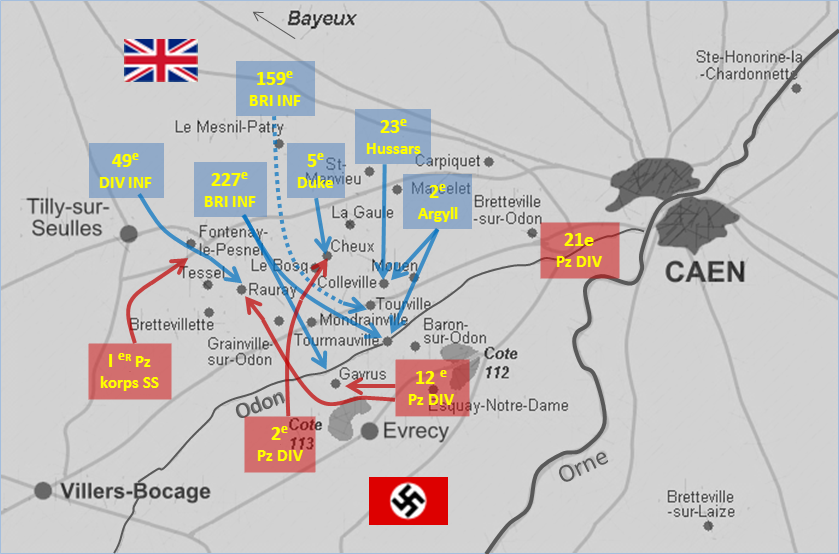
Les principales actions du 27 juin.

Le reste de la 15e division d'infanterie (Scottish) est positionnée autour de Cheux et Saint-Manvieu et s'apprête à être relevé par la 43e division d'infanterie (Wessex). Un bataillon de la 43e en mouvement dans les faubourgs de Cheux constate que l'infanterie écossaise s'est déplacée et que la position laissée vacante est dorénavant occupée par des grenadiers de la 12e Panzer SS. Après un combat destiné à reprendre la position, le bataillon essuie une contre-attaque vers 9 h 30 de la part de six Panthers de la 2e Panzerdivision. Les assaillants pénètrent dans les faubourgs de Cheux, détruisant plusieurs canons antichar avant d'être repoussés,. Plusieurs attaques menées par la 2e Panzer sont stoppées mais le front entier est alors « une kyrielle de petits engagements ». Pour le reste de la journée, l'infanterie écossaise avec les 4e et 29e brigades blindées sécurise le terrain au nord de l'Odon ainsi que l'arrière des Argyll and Sutherland Highlanders. Au cours de la soirée, les hommes de la 159e brigade d'infanterie (11e division blindée) sont transportés par camion au travers du « corridor écossais » jusqu'à Tourville-sur-Odon où ils sont débarqués et traversent à pied l'Odon afin de renforcer la tête de pont.
Au cours de la nuit, le Kampfgruppe Weidinger, un puissant groupe de combat de 2 500 hommes rattaché à la 2e Panzerdivision, arrive sur le front et se place sous le commandement de la Panzer Lehr.

### 28 juin

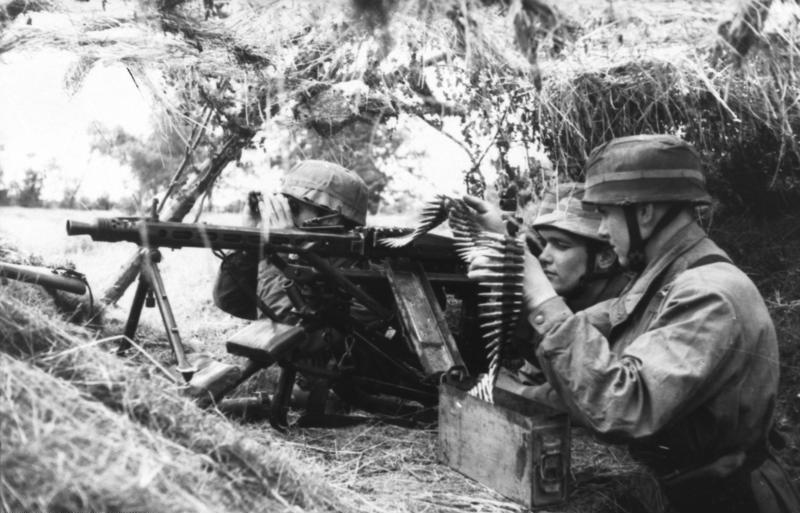
Parachutistes allemands en position de tir avec une MG42.

Au cours des premières heures du 28 juin, un groupe de combat de la 1re Panzerdivision SS, le kampfgruppe Frey, arrive sur le front et se retrouve placé sous le commandement de la 12e Panzerdivision SS. À 8 h 10, le général Dollmann, commandant la septième armée allemande, ordonne au SS-Obergruppenführer Paul Hausser de dérouter le IIe Panzerkorps SS afin de contre-attaquer au sud de Cheux. Ce à quoi Hausser répond qu'il ne pourra pas lancer de contre-attaque avant le lendemain, le temps que la majorité de ses unités rejoignent le front. Mais avant qu'un plan ne puisse être finalisé, le commandement allemand est plongé dans un profond désarroi après la mort de Dollmann ; Les feldmarshals Erwin Rommel et Gerd von Rundstedt (OB West) sont alors en route pour une conférence avec Hitler et ne sont pas au courant de cette situation. Ce n'est que vers 15 h que Hausser est nommé commandant de la septième armée, et c'est Wilhelm Bittrich, commandant alors la 9e Panzerdivision SS, qui lui succède à la tête du IIe Panzerkorps SS (bien qu'il soit demandé à Hausser de conserver le commandement du corps jusqu'au lendemain matin). En attendant le retour de Rommel en Normandie, Hausser se retrouve aussi commandant suprême de la zone d'invasion. À 17 h, la structure de commandement change encore ; la septième armée, sous le commandement de Hausser, devient responsable du front d'invasion face à l'armée américaine, tandis que le Panzergruppe West du général von Schweppenburg devient responsable du front d'invasion face aux forces anglo-canadiennes.
À 5 h 30, des éléments de la 15e division d'infanterie (Scottish) appuyés par des chars lancent une nouvelle attaque afin de capturer le village de Grainville-sur-Odon. Après des bombardements puis des combats rapprochés, les Écossais sécurisent le village vers 13 h ; les contre-attaques allemandes qui s'ensuivent sont repoussées. À 6 h, les Allemands lancent de leur côté deux puissantes attaques sur les flancs, dans l'intention de faire reculer l'incursion britannique. Le kampfgruppe Frey, sur le flanc est, lance une attaque au nord de l'Odon soutenu par des Panzers IV de la 21e Panzerdivision. Ils atteignent les villages de Mouen et Tourville mais les Britanniques contre-attaquent depuis la route de Cheux et s'ensuit un combat féroce qui dure jusqu'au soir. Le kampfgruppe Frey arrive à prendre le contrôle de Mouen ; les contre-attaques britanniques, appuyées par des chars, stoppent toute nouvelle avancée mais ne permettent pas de reprendre le village. Des patrouilles britanniques arrivent sur Marcelet et trouvent le village en partie vide, la ligne de front allemande ayant reculé en direction de Carpiquet.

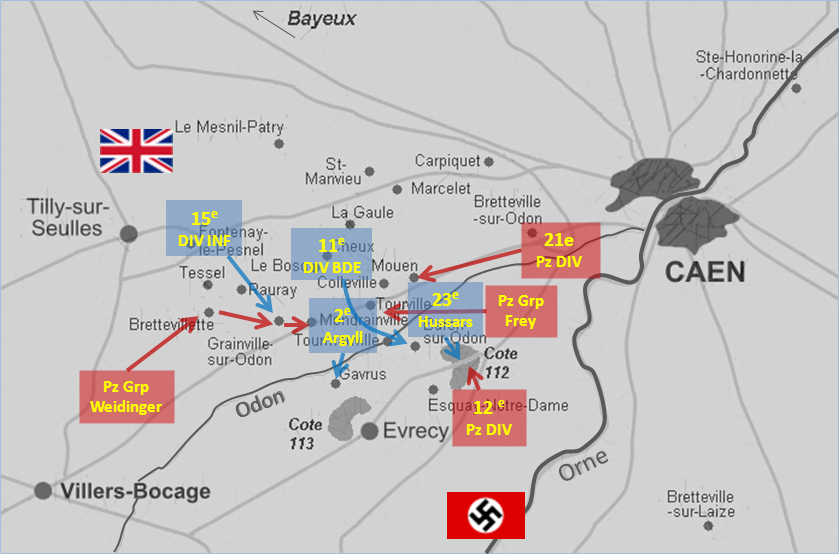
Les principales actions du 28 juin.

Sur le front ouest, le kampfgruppe Weidinger, appuyé par des Panthers, essaye de reprendre Brettevillette, Grainville-sur-Odon et, en dernier, Mondrainville. Les défenseurs britanniques tiennent leurs positions, lançant des contre-attaques locales afin de regagner le terrain perdu et finalement l'offensive allemande est stoppée à moins d'un kilomètre de sa jonction avec les éléments de tête du kampfgruppe Frey.
Au sud de l'Odon, à 9 h, les Argyll and Sutherland Highlanders quittent la tête de pont dans le but de capturer le pont au nord du village de Gavrus. De durs combats ont lieu dans l'après-midi avant que le village et l'ouvrage tombent aux mains des Écossais. Pendant ce temps, l'infanterie de la 11e division blindée élargit la tête de pont en prenant le village de Baron-sur-Odon tandis que le 23e Hussars avec l'infanterie, avance sur la cote 112 (49° 07′ 07″ N, 0° 27′ 34″ O). Après avoir sécurisé son versant nord et délogé les défenseurs de la crête, ils sont incapables d'aller plus loin à cause de la féroce résistance que leur oppose les forces allemandes sur la pente opposée. Plusieurs contre-attaques infructueuses sont lancées par la 12e Panzer SS, et les Hussars, épuisés, sont relevés à 15 h par le 3e régiment royal de chars sans qu'à aucun moment l'un ou l'autre des deux camps ne soit en mesure de prendre le contrôle de la colline. La 11e division blindée perd près de 40 chars sur ses pentes dans la journée et se retrouve menacée de trois côtés, bien que les troupes arrivent à consolider la position.

### 29 juin

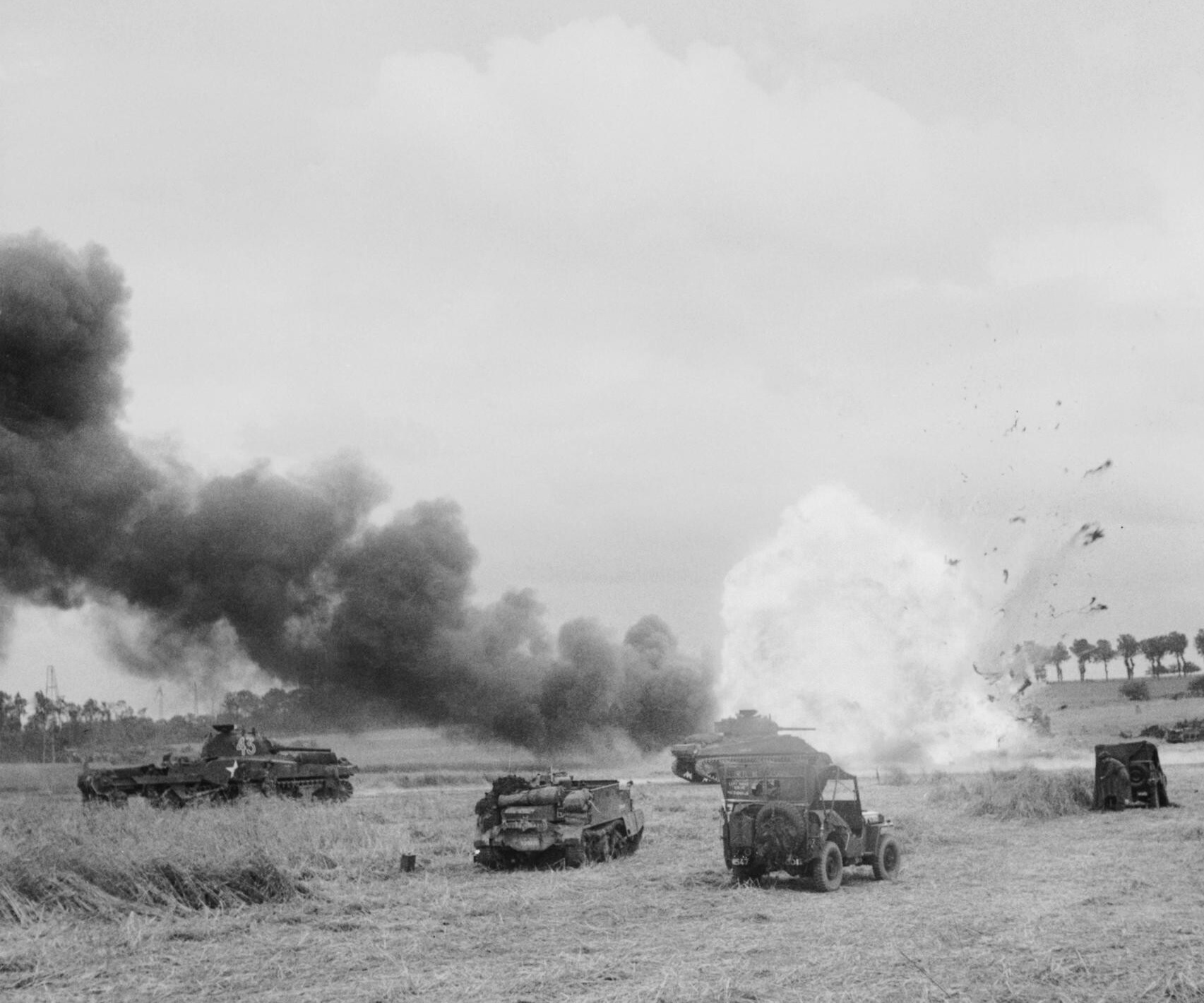
Un camion de munitions de la 11e division blindée explose après avoir été touché par un tir de mortier durant l'opération Epsom.

La météo s'améliorant au-dessus du Royaume-Uni et de la Normandie, les préparatifs d'Hausser pour sa contre-attaque s'effectuent dorénavant sous le feu continuel des avions et de l'artillerie alliés, retardant le lancement de l'attaque à l'après-midi. Face aux nombreux renforts arrivant dans le secteur du VIIIe corps et aux rapports des reconnaissances aériennes, le lieutenant-général Richard O'Connor (commandant du VIIIe corps) soupçonne les Allemands de préparer une offensive majeure. Le XXXe corps est toujours quelque part plus au nord, laissant le flanc droit du VIIIe corps vulnérable, ce qui pousse O'Connor à retarder les attaques du Ier corps et à mettre le VIIIe corps en alerte défensive. Le lieutenant-général Miles Dempsey, commandant la deuxième armée, prend connaissance, à la suite des décryptages Ultra des signaux allemands interceptés, de la contre-attaque prévue et approuve les précautions prises par O'Connor.
Le VIIIe corps commence à se réorganiser pour se préparer au combat. Les stocks d'approvisionnement des divisions d'Hausser se situent dans la zone d'Évrecy–Noyers-Bocage–Villers-Bocage et se retrouvent bientôt la cible des chasseurs-bombardiers de la RAF durant toute la matinée et le début d'après-midi ; celle-ci revendique la destruction de plus de 200 véhicules. À 8 h, le 1er bataillon du régiment du Worcestershire de la 43e division, lance l'assaut sur Mouen. Sans blindé mais aidé par un tir de barrage de l'artillerie, le bataillon évince les Panzergrenadiers de la 1re Panzerdivision SS vers 11 h, à la suite de quoi le 7e bataillon du Somerset Light Infantry fait mouvement et prend position sur la route entre Caen et Villers-Bocage. La 129e brigade de la 43e division élimine la résistance allemande dans les bois et les vergers autour de Tourville-sur-Odon avant de traverser la rivière au nord de Baron-sur-Odon et de sécuriser la rive sud. Les autres initiatives ont moins de réussite. Une tentative de la 44e brigade de la 15e division pour avancer vers l'Odon et faire la jonction avec les forces tenant les ponts de Gavrus échoue, laissant la position isolée. De son côté, le 44e bataillon du régiment royal de chars échoue à capturer la cote 113 (49° 06′ 14″ N, 0° 30′ 45″ O) située au nord d'Évrecy, après avoir affronté la 10e Panzer SS et perdu six chars. En essayant de consolider leur position, des éléments de la 11e division blindée lancent une attaque infructueuse pour prendre Esquay-Notre-Dame à l'ouest de la cote 112 tandis qu'une attaque combinée de chars et d'infanterie d'éléments du 8e bataillon de la brigade des fusiliers et du 3e bataillon du régiment royal de chars sur le versant ouest de la colline, oblige les Allemands à sortir de leurs retranchements.

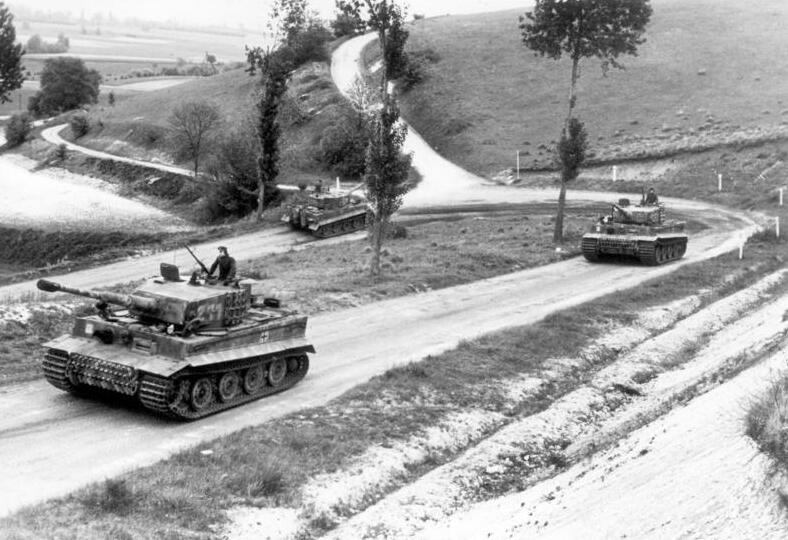
Chars de la 1re Panzerdivision Leibstandarte Adolf Hitler en mouvement.

Le plan de Hausser consiste, avec la 9e Panzerdivision SS du IIe Panzerkorps (avec le kampfgruppe Weidinger en protection sur le flanc gauche), de couper par les positions britanniques au nord de l'Odon, tandis que la 10e Panzerdivision SS doit reprendre Gavrus et la cote 112 au sud de la rivière. L'attaque de la 9e Panzer SS commence à 14 h, soutenue par une puissante artillerie. Les 19e et 20e régiments de Panzergrenadiers SS, appuyés par des Panthers, des Panzer IV et des canons d'assaut attaquent Grainville, le Haut du Bosq et le Valtru, avec pour cible Cheux. Une compagnie britannique se retrouve débordée, les blindés et l'infanterie pénétrant dans le Valtru où les canons antichar détruisent quatre blindés allemands dans le village et les tirs d'artillerie forcent leur infanterie de soutien à reculer. De féroces combats, parfois au corps à corps, ont lieu aux abords de Grainville. Les Panzergrenadiers prennent un bois tactiquement important mais sont forcés de reculer par une contre-attaque britannique. Les Allemands affirment avoir aussi capturé Grainville mais aucune source britannique ne confirme ce fait et, à la tombée de la nuit, l'infanterie britannique contrôle solidement le village.
À environ 16 h, les Britanniques capturent un officier de la 9e Panzerdivision SS qui mène une reconnaissance. Il est trouvé en possession d'une carte et d'un carnet contenant des détails sur de nouvelles attaques. Malgré tout, à environ 18 h 30, les Allemands attaquent la 15e division d'infanterie (Scottish). La relève en cours d'une unité britannique permet, dans la confusion, aux Allemands de se glisser entre leurs lignes de défense, permettant à certaines unités d'avancer de plus de 3 km avant de rencontrer une importante résistance. À 23 h, la 9e Panzer SS est stoppée. De nouvelles attaques sur le flanc est des Britanniques sont planifiées par les Allemands mais les concentrations de blindés de ces derniers du côté de Carpiquet sont frappées si lourdement par les chasseurs-bombardiers britanniques au cours de l'après-midi que les attaques ne se matérialiseront jamais.

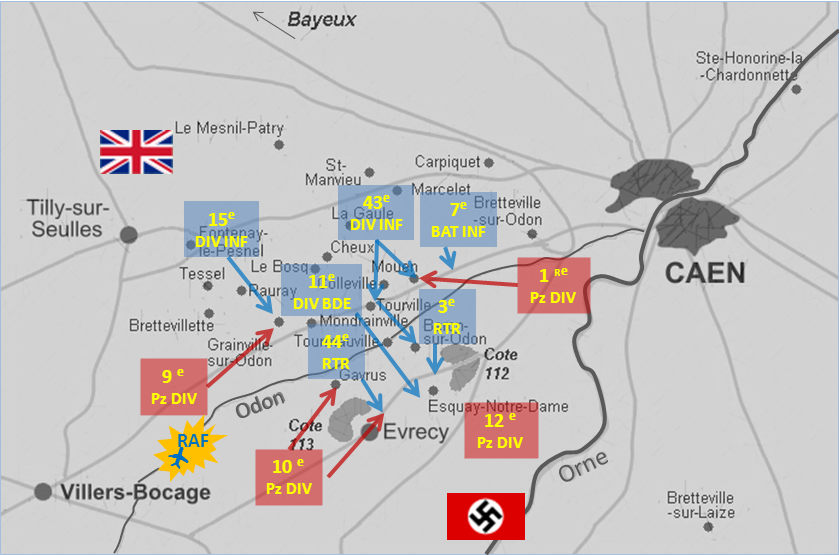
Les principales actions du 29 juin.

La 10e Panzerdivision SS lance son attaque à 14 h 30, en retard sur l'horaire prévu. À la suite des affrontements survenus plus tôt dans la journée, les Britanniques restent sur leurs positions mais, après cinq heures d'intenses combats, l'infanterie écossaise défendant Gavrus est repoussée vers une poche autour du pont au nord du village. Un bombardement de l'artillerie oblige les Allemands à se replier mais les Britanniques ne réoccupent pas le village. En mouvement vers la cote 113, les éléments de la 10e Panzer SS (le 2e bataillon de grenadiers du 21e régiment de Panzergrenadiers et le 2e bataillon du 10e régiment de Panzer) affrontent les chars et l'infanterie britannique (le 44e bataillon du régiment royal de chars et le 2e bataillon du corps royal des fusiliers du Roi) à Évrecy, contrecarrant la tentative de ces premiers d'annexer la colline. Face à cet obstacle qui la tient occupée le reste de la journée, la division repousse son attaque prévue sur la cote 112. Les Allemands affirment à la suite de ces affrontements avoir détruit 28 chars alors que les Britanniques ne déplorent que 12 pertes.
Estimant que les attaques du 29 juin annoncent d'autres contre-attaques dès le lendemain, Dempsey consolide la tête de pont sur l'Odon à l'aide de la 129e brigade d'infanterie de la 43e division. La 159e brigade d'infanterie de la 11e division blindée est placée sous le commandement de la 15e division d'infanterie (Scottish) et, afin d'accéder aux souhaits d'O'Connor d'obtenir plus d'infanterie, Dempsey rattache la 53e division d'infanterie (Welsh) fraîchement arrivée au VIIIe corps ; la brigade de tête arrive sur place au cours de la nuit. Afin de conserver la maîtrise de la cote 112, Dempsey estime qu'il doit aussi tenir Évrecy et la cote 113 mais que, pour l'instant, il n'en a pas les moyens. Il ordonne alors à la 29e brigade blindée d'abandonner la cote. Convaincu que la plus importante position à tenir se situe entre Rauray et l'Odon, Dempsey fait reculer à la tombée de la nuit la 29e brigade blindée vers le nord, de l'autre côté du fleuve, afin d'être en position pour affronter l'offensive allemande attendue.

### 30 juin

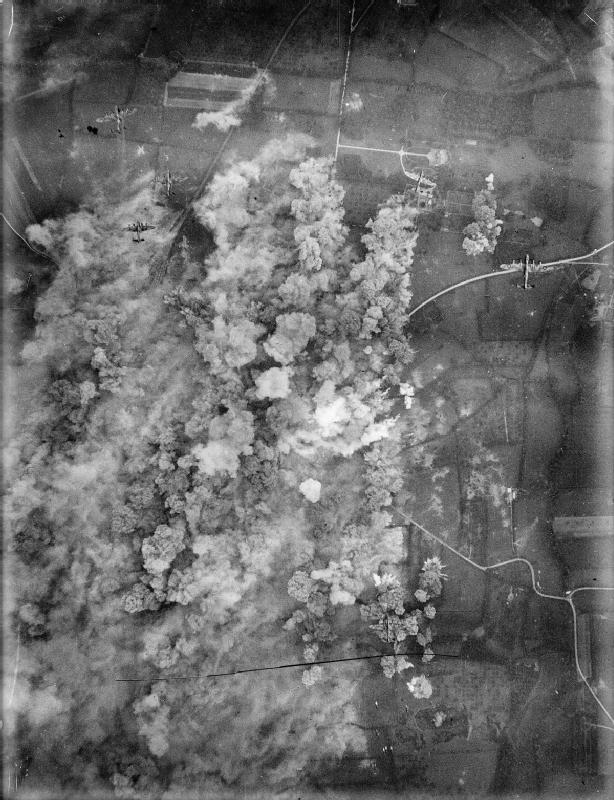
Villers-Bocage photographié pendant le bombardement du 30 juin par 256 bombardiers lourds de la RAF qui ont lâché 1100 t de bombes.

Le SS-Obergruppenführer und General der Waffen-SS Wilhelm Bittrich est très préoccupé par l'échec du IIe Panzerkorps qui devait repousser l'incursion britannique et ordonne une reprise de l'offensive durant la nuit du 29 au 30 juin, dans l'espoir d'éviter le soutien aérien allié par une opération nocturne. Les 19e et 20e régiments de la 9e Panzerdivision renouvellent leurs attaques contre Grainville-sur-Odon et le Valtru en pleine nuit, mais la progression est faible face à la puissante opposition des chars de la 11e division blindée (dorénavant positionnée au nord de l'Odon) et à l'important bombardement effectué par l'artillerie. À 1 h 20 la 10e Panzerdivision SS commence à avancer vers la cote 112 et à l'aube, couverte par un puissant tir de barrage d'artillerie, elle lance l'assaut sur des positions laissées vacantes. Sans savoir que les Britanniques ont quitté les lieux, les Panzergrenadiers et les chars de la division avancent sur la colline depuis le sud et le sud-ouest, tandis que l'infanterie de la 12e Panzer SS attaque depuis l'est et le sud-est. Ne rencontrant aucune opposition, vers midi les Allemands se réinstallent sur la colline et tentent une nouvelle attaque dans la foulée en direction de Baron-sur-Odon qui se trouve freinée par une contre-attaque britannique et des tirs d'artillerie.

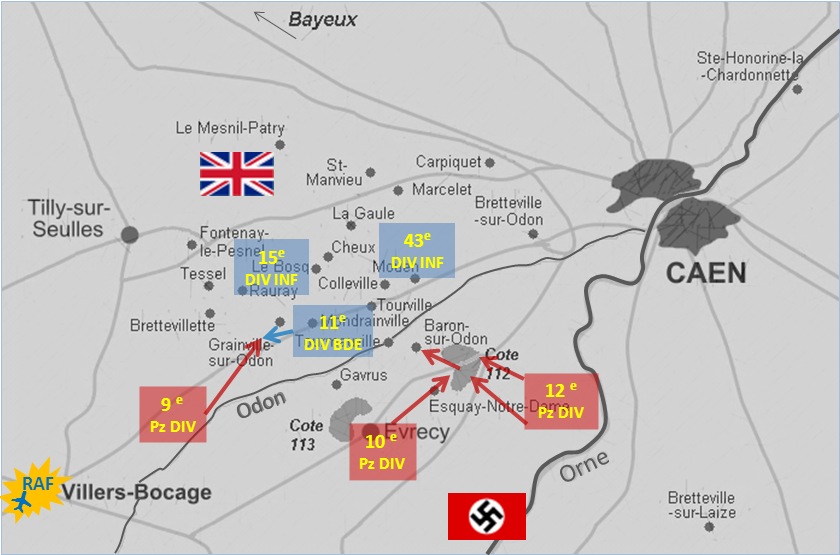
Les principales actions du 30 juin.

Avec seulement quelques succès à la portée limitée, Bittrich annule les nouvelles actions offensives prévues contre le VIIIe corps. Dans la soirée, Hausser informe le quartier-général de Rommel que les contre-attaques sont suspendues à cause de la « résistance tenace de l'ennemi » et de l'intense activité de l'artillerie navale et terrestre alliée. Inconscient de cet élément et redoutant de nouvelles attaques allemandes, Dempsey met fin à l'opération Epsom. Le front se stabilise peu à peu avec moins d'escarmouches, bien que les deux camps passent le reste de la journée à effectuer des bombardements. Le bâtiment de guerre HMS Rodney contribue notamment au bombardement de villages suspectés d'abriter des postes de commandement allemands ; l'un d'eux sera reconnu plus tard comme ayant abrité le quartier-général du Ier Panzerkoprs SS. En l'absence de nouvelles offensives britanniques, le pont de Gavrus est délaissé dans l'après-midi, ses défenseurs écossais se repliant au-delà de l'Odon. À 20 h 30, le bourg de Villers-Bocage, carrefour névralgique de circulation des forces allemandes, se retrouve bientôt sous un tapis de bombes larguées par 256 bombardiers lourds de la RAF. Prévu pour éliminer les troupes allemandes, les seules victimes de ce raid sont les civils français habitant le village.

## L'après Epsom

### 1erjuillet
Le IIe Panzerkorps SS reprend sa contre-offensive le 1er juillet, après avoir passé les précédentes 24 heures à se regrouper. N'étant pas informé que les Britanniques ont mis fin à leur opération et aidé par le temps couvert limitant le soutien aérien allié, Wilhelm Bittrich estime qu'il a une opportunité d'empêcher la 11e division blindée de continuer son avancée sur l'autre rive de l'Orne.

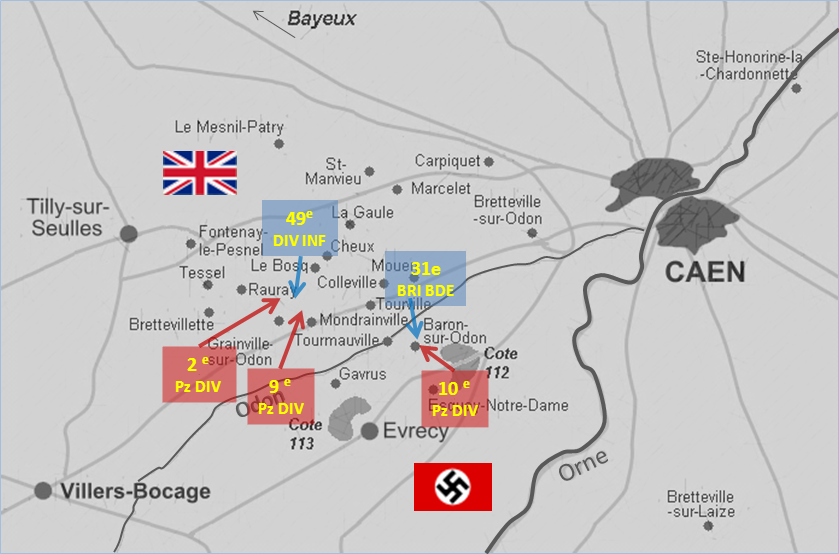
Les principales actions du 1er juillet.

Avant l'aube, la 10e Panzerdivision SS avance, appuyée par des mortiers lourds et des tirs d'artillerie. Les Allemands prennent rapidement le village de Baron-sur-Odon mais une contre-attaque lancée par la 31e brigade de chars permet aux Britanniques de le reprendre vers midi. De puissants bombardements mettent fin aux autres attaques de la 10e Panzer SS sur la cote 112. Des patrouilles Britanniques découvriront plus tard de 300 à 400 corps de Panzergrenadiers sur le versant nord de la colline.
La 9e Panzerdivision SS passe la journée à essayer de forcer les lignes britanniques entre Rauray et l'Odon. Appuyés par les Panzergrenadiers de la 2e Panzerdivision SS et à la suite des bombardements précédents, les chars et l'infanterie de la 9e Panzer SS avancent derrière un écran de fumée et finissent par briser les défenses britanniques extérieures. Les Allemands sont stoppés par des positions de défense secondaires installées devant Rauray et sur une hauteur au sud-est. Malgré tout, certains éléments arrivent à pénétrer jusqu'à le Haut du Bosq. Les attaques allemandes ultérieures, tout au long de la journée, ne permettent aucune nouvelle progression et, tard dans la soirée, une contre-attaque britannique menée par des chars Sherman et des chars Churchill Crocodile replace la ligne de front où elle était en début de journée. Les pertes sont lourdes des deux côtés. 30 chars allemands sont détruits (dont la moitié par la 49e division d'infanterie (West Riding)). Les éléments de la 12e Panzerdivision SS sont repoussés au cours de la matinée suivante et les tirs d'artillerie stoppent les attaques des autres formations.

### Conséquences
Ayant été contraint d'engager ses dernières réserves stratégiques afin de contenir l'offensive britannique, le Feldmarschall Erwin Rommel demande le 29 juin la permission à Hitler d'autoriser la septième armée à entamer un repli stratégique vers la Seine ; un mouvement qui pourrait être imité par les forces allemandes dans le Sud de la France afin de créer une nouvelle ligne de front le long de la Seine jusqu'à la frontière suisse. C'est en partie approuvé par Paul Hausser le 30 juin, qui propose de reculer les forces jusqu'à Caen. Encouragé par les combats dans la vallée de l'Odon, Hitler affirme que « nous ne pouvons pas permettre que se développe une guerre mobile », avec l'idée d'engager ses troupes en Normandie dans « une politique de défense agressive et inflexible ». Le 2 juillet, des patrouilles écossaises rapportent une première preuve de cette politique, en indiquant qu'au sud de l'Odon, les Allemands se sont retranchés. Des photographies aériennes prises deux jours plus tard montrent un nombre important de nouvelles positions de tirs nouvellement creusées et, le 8 juillet, les forces allemandes opposées au VIIIe corps sont solidement retranchées. Quelques ajustements sont effectués localement dans les deux camps afin d'améliorer les positions, notamment à la suite de l'attaque réussie de la 12e Panzerdivision SS le 2 juillet ayant permis la prise de Fontaine-Étoupefour.

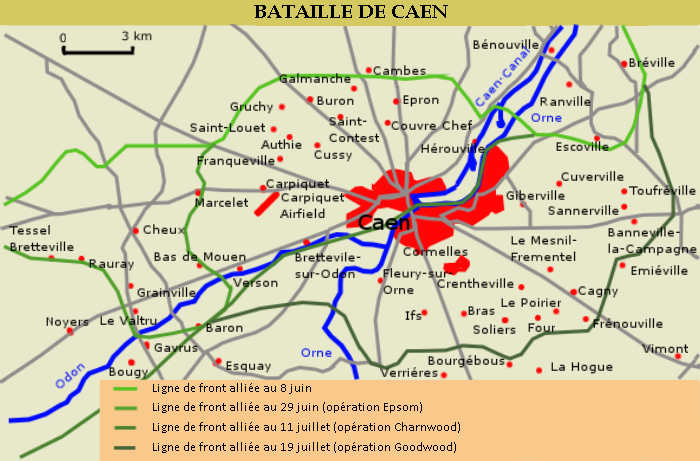
Carte indiquant la position de la ligne de front à différentes dates lors de la bataille de Caen.

Le coût de plus en plus élevé de cette défense statique est sujet à discussion au sein du haut commandement allemand. Le matin du 1er juillet, lors d'une conversation avec Wilhelm Keitel, Gerd von Rundstedt lâche : « Faites la paix, imbéciles ». Peu de temps après, Günther von Kluge le remplace comme commandement en chef de l'Ouest. À la suite de ces désaccords avec Hitler sur la manière dont la campagne doit être conduite, von Schweppenburg est remplacé par Heinrich Eberbach en tant que commandant du Panzergrup West.
Durant l'accalmie, les deux camps effectuent des changements dans leurs dispositifs. La 53e division d'infanterie (Welsh) relève la 15e division d'infanterie (Scottish) à l'ouest de l'incursion britannique, tandis que la 43e division d'infanterie relève la 11e division blindée qui est toujours en position au niveau de la tête de pont de l'Odon. Les Allemands font monter la 277e division d'infanterie qui commence à relever la 9e Panzerdivision SS et le groupe de combat de la 2e Panzerdivision SS.
Quelques jours plus tard, la deuxième armée britannique lance une nouvelle offensive, nom de code « opération Charnwood », afin de prendre Caen. Celle-ci prévoit entre autres l'attaque différée sur Carpiquet, planifiée à l'origine pour l'opération Epsom en tant qu'opération Ottawa et dorénavant appelée « opération Windsor ». Lors d'un assaut frontal, la moitié nord de la ville est capturée et les positions restantes le seront lors des opérations Atlantic et Goodwood au cours de la troisième semaine de juillet. Les combats dans la vallée de l'Odon continuent. Le 10 juillet, l'opération Jupiter est lancée par le VIIIe corps afin de chasser les forces allemandes du village de Baron-sur-Odon, de reprendre la côte 112 et d'avancer jusqu'à l'Orne. De nouvelles actions sont lancées dès le 15 juillet afin de détourner l'attention des Allemands de la zone où se déroule l'opération Goodwood. Ce sera un des plus sanglants affrontements de la campagne.

### Les honneurs de bataille
Le système britannique et du Commonwealth d'honneur de bataille reconnait la participation à l'opération Epsom en 1956, 1957 et 1958, en décernant l'honneur de bataille Odon, pour service sur et autour du fleuve du 25 juin au 2 juillet 1944. La récompense est accompagnée des honneurs pour quatre actions menées au cours de l'opération : Fontenay le Pesnil les 26 et 27 juin, Cheux les 26 et 27 juin, Tourmauville Bridge le 27 juin et la Defence of Rauray du 29 juin au 2 juillet.

## Historiographie
Le VIIIe corps, au combat pour la première fois, a réussi à briser les positions allemandes solidement établies et à avancer sur une distance de près de 10 km. Les Allemands, puisant dans leurs dernières réserves, obtiennent un succès défensif sur le plan opérationnel, en contenant l'offensive britannique. Un peu plus de 4 000 pertes sont comptabilisées du côté britannique, leurs adversaires en recensent plus de 3 000. Le commandement allemand a été contraint d'engager peu à peu ses réserves en blindés pour répondre aux menaces qui survenaient, contre-attaquant en position désavantageuse. Plus de 120 chars allemands ont été détruits, l'organisation de leurs forces est interrompue et leur offensive est très sensiblement réduite. Avec peu de nouvelles divisions d'infanterie pour les relever, les Panzerdivisions ont été contraintes de rester sur la ligne de front plutôt que de se regrouper en réserve.
L'opération Epsom a été analysée de différentes façons par de nombreux historiens et spécialistes militaires reconnus. Selon Stephen Ashley Hart, ces analyses sont passées par différents stades. La publication d'après-guerre des mémoires des généraux alliés a conduit à des ruptures dans les lignes partisanes au cours des années 1950 et 1960, quand les historiens américains ont généralement critiqué Bernard Montgomery et les actions des forces anglo-canadiennes, tandis que les historiens « pro-Montgomery » ont rétorqué à ces attaques. Un autre ouvrage publié pendant cette période et objet de recherches approfondies, évite de faire l'analyse critique de points controversés de la campagne du Nord-Ouest de l'Europe. Au cours des années 1980, des écrivains révisionnistes se sont concentrés sur les défaillances perçues des performances alliées et, depuis la fin des années 1990 jusqu'à aujourd'hui, les historiens de la campagne sont partagés en deux écoles de pensée qui ont « révisé » les révisionnistes : les premiers, qui tentent d'aller plus loin dans le travail révisionniste en fournissant une analyse plus détaillée de la campagne et les seconds, qui essayent de démontrer que les techniques employées par les forces anglo-canadiennes étaient appropriées aux conditions en Normandie.
Selon Carlo D'Este, la raison la plus logique ayant poussé les Britanniques à lancer une attaque à ce stade de la campagne serait liée à la tête de pont de l'Orne, sur l'extrême flanc Est des positions alliées. Une attaque dans cette zone a été jugée irréaliste par Montgomery, Dempsey et O’Connor ; à la place, la deuxième armée a tourné son attention à l'ouest de Caen. Un des plus importants points de contentieux entre les historiens est de savoir quel est le but réel de l'opération Epsom. Certains affirment que la cible a simplement été de gagner du terrain, tandis que d'autres suggèrent que l'opération a visé des objectifs plus larges. Andrew Williams estime que, à la suite des interceptions Ultra, Montgomery a été informé de l'attaque vers Bayeux planifiée par Erwin Rommel et que l'opération Epsom a été lancée pour contrer cette offensive. Chester Wilmot pense que l'opération a été planifiée afin d'attirer les Ier et IIe Panzerkorps SS, fraîchement arrivés, dans la bataille autour de Caen, Hart notant de plus que Montgomery a voulu garder l'initiative stratégique et opérationnelle afin d'empêcher les forces blindés allemandes de se redéployer pour affronter les Américains ou bien d'être relevées et de se regrouper en réserve. L'arrivée du IIe Panzerkorps SS a agi comme déclencheur pour lancer l'opération Epsom, tout en conservant l'initiative en forçant le commandement allemand à engager le Panzerkorps dans la bataille plutôt que de l'utiliser pour attaquer. Ces points de vue ne sont pas partagés par Max Hastings, qui affirme qu'aucun « commandant sain d'esprit » ne monterait une attaque aussi importante que l'opération Epsom sans « de gros espoirs de briser les défenses allemandes, ou du moins de contraindre l'ennemi à effectuer d'importants replis ». D'Este soutient cette opinion, précisant que « tous les prétextes ne peuvent dissimuler que le but réel était d'effectuer un rapide mouvement en tenaille afin d'encercler Caen ».
Lloyd Clark écrit : « sur le champ de bataille, Epsom prend fin, de façon plutôt honteuse, dans une sorte de match nul ».
Le résultat de l'offensive offre aussi plusieurs conclusions. Clark écrit que l'étude des résultats de l'opération Epsom est difficile quand il n'y a pas d'accord au sujet des objectifs ; alors que les ordres écrits de Montgomery (traverser l'Orne et capturer la hauteur au sud de Caen) ne sont pas atteints, Clark affirme qu'il y avait aussi des objectifs non-déclarés qui avaient des implications stratégiques qui dépassaient largement le simple gain de terrain. Pour Stephen Ambrose, l'opération Epsom a dévié de sa trajectoire, tandis que D'Este, lui, va plus loin en écrivant qu'Epsom était « une opération ayant des buts importants qui n'ont pas été atteints », la qualifiant d'« échec lamentable ». Simon Trew écrit que cet échec « nécessita plus de six Panzerdivisions pour être stoppé près de son but » et Michael Reynolds ajoute que sans l'engagement de ces six divisions, il est fort probable que l'offensive britannique aurait atteint ses objectifs. Ian Daglish affirme que, bien que l'objectif annoncé d'Epsom eût échoué, les Britanniques remportaient cependant une victoire stratégique. En faisant reculer la 11e division blindée au-delà de l'Odon puis en la plaçant en réserve, le 21e groupe d'armée a créé une menace d'offensive dans les environs de Caen et que, de plus, à la fin juin, toutes les forces blindées allemandes en Normandie étaient mobilisées sur le front de la deuxième armée,. Milton Shulman écrit qu'avec la défaite de sa seconde contre-attaque blindée durant juin, le commandement allemand avait gaspillé ses meilleures troupes tandis que Reynolds concède lui que bien que l'opération ait été coûteuse pour les Britanniques, elle a coûté aussi de nombreuses pertes aux forces allemandes. Toujours selon Reynolds, Epsom échoua concernant son objectif planifié mais « lorsqu'on considère à part la série de coups rapides et consécutifs de Montgomery portés à l'armée allemande en Normandie, l'importance d'Epsom devient plus claire et le doute est peu probable sur le fait qu'elle ait joué un rôle important dans le succès qui s'ensuivit pour les Alliés dans la région. » D'Este rejette toute idée sur des implications stratégiques profondes, affirmant que les pertes infligées à l'armée allemande ne l'ont été que « simplement en matériels et en hommes ».
Terry Copp a essayé d'expliquer les interprétations différentes faites d'Epsom en suggérant que l'accent avait été trop mis sur une analyse de l'offensive d'un point de vue gagnant-perdant, alors qu'une approche coût-bénéfice aurait permis des conclusions plus utiles. Décrivant la technique allemande habituelle qui consiste à lancer des contre-attaques locales tout en cherchant à remplacer les pertes qui ne peuvent pas l'être facilement, il écrit : « Une telle contre-attaque, comme celle lancée le 22 juillet permettant à la 10e Panzer SS de regagner le contrôle de la route Bon Repas[sic]-Évrecy, est l'exemple d'une victoire concrète dans une perspective gagnant-perdant, mais d'une défaite allemande typique d'un point de vue coût-bénéfice ».